# Зоран Анчевски
Зоран Анчевски (на македонска литературна норма: Зоран Анчевски) е поет, есеист и преводач от Северна Македония.

## Биография
Роден е в 1954 година в Скопие, тогава в Югославия. Завършва Философския факултет в Скопския университет. Специализира в Университета Чико в САЩ. Защитава докторат по филологически науки. Преподава в катедрата по английски език на Филологическия факултет на Скопския университет. Председателства Съвета на Стружките вечери на поезията. Член на Съюза на преводачите на Македония. Член е на Македонския ПЕН център и негов секретар. От 1994 година е член на Дружеството на писателите на Македония.

## Творчество
- Патување низ скршени слики (1984),
- Стратегија на поразот (1994),
- Линија на отпорот (1998),
- Превод на мртвите (2000),
- Избрани песни (2001).

Редактор е на „Блесок Поезия“. Превеждан е на английски, сръбски, гръцки, иврит и турски. Автор е на много преводи от и на македонски литературен език от английски.